# Talleres ferroviarios Omer Huet
Talleres Ferroviarios Omer Huet fue construida en 2005 para suplir el aumento del material rodante en la zona, por la implementación de Biovías. Se ubica en el ramal San Rosendo-Talcahuano, en el sitio de la Estación Omer Huet. Pasó a reemplazar el Taller Ferroviario Hualqui y recibe su nombre en homenaje a Omer Huet, director general de los Ferrocarriles del Estado entre 1901-1902, 1907-1909 y 1911-1912.